# هیروشی سوگیموتو
هیروشی سوگیموتو (انگلیسی: Hiroshi Sugimoto؛ زادهٔ ۲۳ فوریهٔ ۱۹۴۸) عکاس اهل ژاپن است.
وی همچنین برندهٔ جوایزی همچون جایزه هاسلبلاد، کمک‌هزینه گوگنهایم، و پرمیوم ایمپریاله شده‌است.